# Ebersbach (bei Döbeln)
Ebersbach este o comună din landul Saxonia, Germania.
1. ↑  Geographic Names Server, 11 iunie 2018